# San Francisco rezando en una gruta (Zurbarán)
San Francisco rezando en una gruta es un lienzo de Francisco de Zurbarán, que consta con la referencia 231 en el catálogo razonado realizado por Odile Delenda, especializada en este artista. Se conocen dos copias de taller, que Delenda cataloga con las referencias II-151 y II-152, en el segundo volumen de dicho catálogo, dedicado a obras de taller o de autoría dudosa.

## Introducción
San Francisco de Asís —modelo de austeridad y vida contemplativa— fue muy valorado por la contrarreforma, siendo el santo que más veces pintaron Zurbarán y sus ayudantes —en diversas variantes— desde los inicios de su carrera hasta la Visión de san Francisco en la Porciúncula, del año 1661.

## Análisis de la obra

### Datos técnicos y registrales
- San Diego (California), Museo de Arte de San Diego; N º. de inventario 2014-132;[2]
- Pintura al óleo sobre lienzo; 157,5 x 100,5 cm;
- Fecha de realización: ca.1650-1655, (ca.1658, según el Museo de San Diego) Restaurado en 2003;
- Consta con la referencia 231 en el catálogo de O. Delenda.[3]

### Descripción de la obra
Este lienzo fue seguramente encargado para una devoción privada, y se considera realizado por Zurbarán en sus últimos años sevillanos, o en los primerizos de su segunda etapa en Madrid. San Francisco aparece medio arrodillado, orando con las manos cruzadas, delante de una roca donde hay un grueso libro, apoyado sobre un cráneo. Lleva el hábito de los hermanos menores descalzos, de sayal y con capucha. Su rostro mantiene los ojos acuosos y la boca entreabierta —características del pintor— pero se puede apreciar su evolución de Zurbarán hacia figuras más gentiles y refinadas, propias de su etapa final.
Este lienzo es casi monocromo, pintado con una refinada gama de pardos, de manera que el anterior tenebrismo ha dado paso a una iluminación menos forzada. El contraste entre la figura y el fondo es menos violento que en obras anteriores, ya que la luz se reparte de forma más uniforme sobre la figura, el paisaje del fondo y sobre el cráneo y el libro en primer término, que conforman una naturaleza muerta de gran calidad pictórica.

### Procedencia
1. Luis Pacheco Suárez de Deza;
2. Su hijo don Alonso Pacheco de Torres, primer conde de Ibangrande en 1700;
3. Por descendencia a Pilar Carrillo de Albornoz Dávila, octava (¿o VIII?) condesa de Ibangrande, ca 1906;
4. Su hija María Dolores; María Luisa Martínez Carrillo de Albornoz;
5. Madrid, venta Alcalá, 15 de febrero de 2001, n.º 288;
6. Mercado del arte, 2004;
7. Comprado en 2007 por la Galería Caylus;[6]
8. Donado al Museo de Arte de San Diego por Conrad Prebys y Debbie Turner.

## Copias

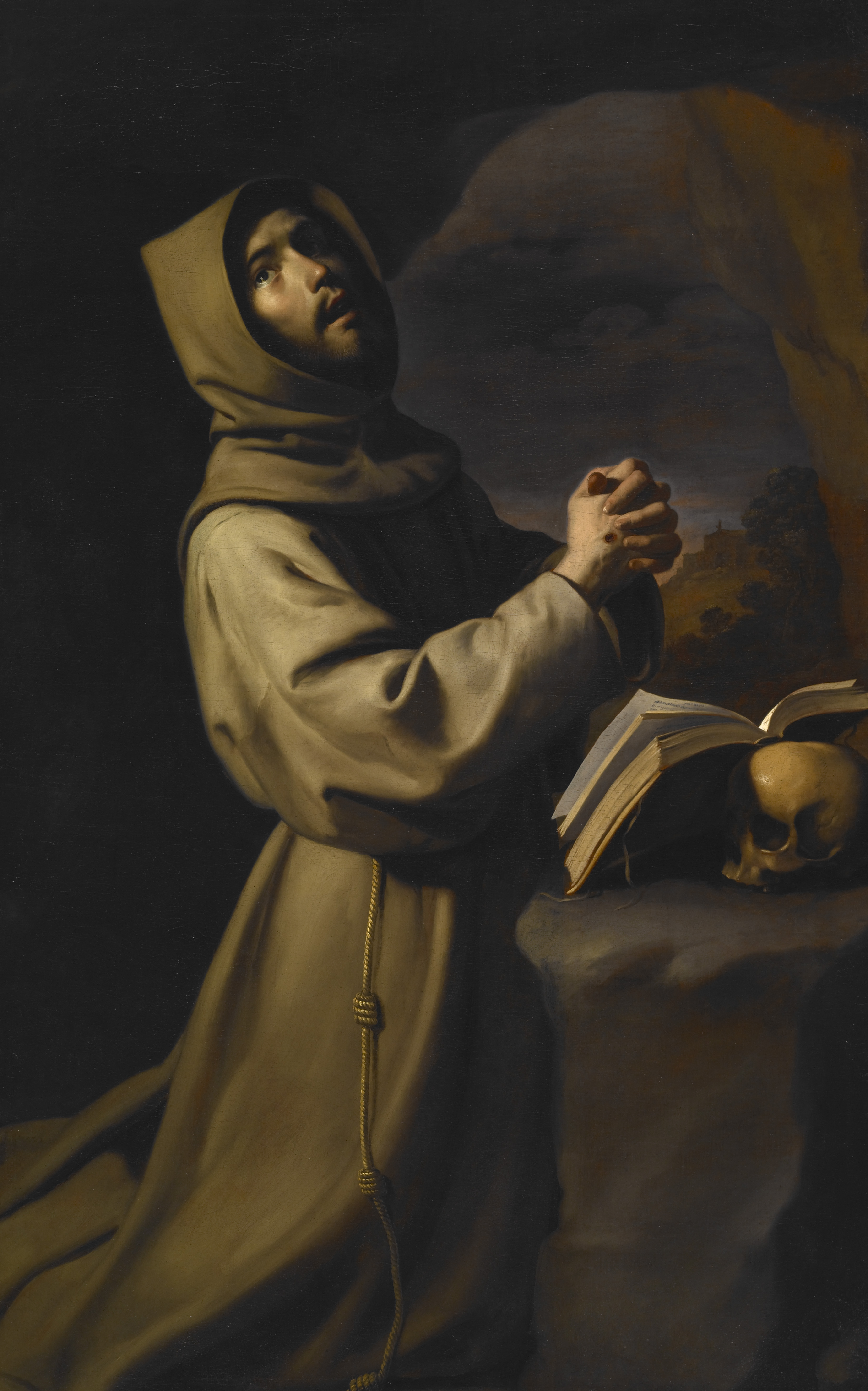
Versión del Museo de Arte de Indianápolis

Existe una excelente copia de taller, cuyos datos son los siguientes:

### Datos técnicos y registrales
- Museo de Arte de Indianápolis (John Herron Art Institute) Inv. 62.13;[7]
- Pintura al óleo sobre lienzo; 155,9 x 91,8 cm; (61-3/8 x 36-1/8 in.);
- Fecha de realización: ca.1650-1655,
- Consta con la referencia II-151 en el catálogo de O. Delenda.[8]

### Procedencia
1. Francisco Javier de Idiáquez y Carvajal, V duque de Granada de Ega;
2. Por descendencia, a su hija, María del Rosario de Idiáquez y del Corral, condesa de Peytes de Montcabrier;
3. Por descendencia, a su hijo, conde Henry de Peytes de Montcabrier [1920-1949], Túnez;
4. A su esposa, condesa de Peytes de Montcabrier, Niza.
5. M. Knoedler & Co., New York;
6. Herman Charles [1888-1972] y Ellnora Krannert, Indianápolis;
7. Donado por Mr. and Mrs. Herman C. Krannert al John Herron Art Institute, actualmente el Museo de Arte de Indianápolis, en 1962.

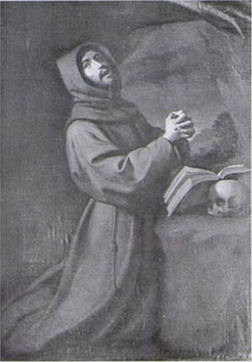
Versión de una colección privada

Otra copia, de menor calidad, es conocida solamente por una fotografía en blanco y negro. Está en una colección privada. Fue citada por César Pemán y por José Gudiol, y está catalogada por Delenda con la referencia II-152.